# Demon Knight
Tales from the Crypt Presents: Demon Knight és una pel·lícula de comèdia de terror estatunidenca del 1995 dirigida per Ernest Dickerson, protagonitzada per Billy Zane, William Sadler, Jada Pinkett, Brenda Bakke, C. C. H. Pounder, Dick Miller i Thomas Haden Church.
Demon Knight és un llargmetratge presentat per la sèrie de HBO Tales from the Crypt, i inclou escenes amb el Guardià de la Cripta (amb la veu de John Kassir, com a la sèrie) al començament i al final de la pel·lícula.
La pel·lícula va rebre crítiques majoritàriament negatives. Va ser seguit d'una segona pel·lícula independent de Tales from the Crypt, Bordello of Blood' ' (1996).

## Argument

### Pròleg
El Guardià de la Cripta revela que està dirigint la pel·lícula anomenada Demon Knight i presenta la història de la pel·lícula.

### Història
En una carretera del desert de Nou Mèxic, un poderós dimoni en forma humana, The Collector, persegueix el vagabund Frank Brayker. Els vehicles xoquen i Brayker fuig. L'oncle Willy, borratxo local, el porta a una església desafectada convertida en una pensió, on lloga una habitació i observa els residents: la propietària Irene, la prostituta Cordelia, l'administrador de correus Wally i un condemnat en redempció laboral anomenada Jeryline. Arriba un cuiner anomenat Roach i informa al grup sobre un intent de robatori al cotxe del seu empresari, sense saber que era Brayker, i   Irene sospita i truca al xèrif. El xèrif Tupper i el seu adjunt Bob es troben amb The Collector al lloc de l'accident, que els convenç que Brayker és un lladre perillós. A la pensió, en Tupper i en Bob s'assabenten que Brayker té un artefacte important i que porta una identificació falsa. Tupper també rep la notícia de la seva base que els dos cotxes van ser robats i arresta Brayker i The Collector. The Collector mata Tupper donant-li un cop de puny al crani. Impulsat a l'exterior per l'artefacte semblant a una clau que posseeix Brayker, The Collector treu la seva pròpia sang a la sorra i produeix un equip de criatures demoníaques.
Brayker utilitza la sang de l'artefacte per protegir l'edifici i diu al grup que han d'esperar la nit. Incapaç d'entrar, The Collector utilitza poders psíquics per seduir i posseir Cordelia. Cordelia mata Wally i paralitza Irene abans que Brayker la mati. El grup intenta escapar a través d'antics túnels de mines sota l'edifici, on Jeryline troba amagat un nen anomenat Danny. Els altres habitants de la ciutat, sota possessió demoníaca, els expulsen de nou a l'església. Els residents demanen una explicació, i Brayker els explica de mala gana la història de l'artefacte clau. Després de la la creació de la Terra per Déu, els dimonis van utilitzar set claus per enfocar el poder del cosmos a les seves mans. Quan es va descobrir, Déu va crear la llum, que va dispersar els dimonis i les claus per tot l'univers. L'artefacte que té Brayker és l'última clau necessària per recuperar el poder; i per protegir-lo, Déu va fer que un lladre anomenat Sirac l'omplis amb la sang de Jesucrist. Els guardians de la clau, immortals mentre la sostenen, l'han passat des de llavors, omplint-la amb la seva pròpia sang quan moren. Brayker va rebre la clau del seu comandant durant la Primera Guerra Mundial. Danny desapareix i la Jeryline convoca tothom per buscar-lo, durant el qual Roach treu la clau de la cartera d'en Brayker.
A l'àtic de l'església, la Irene i en Bob descobreixen que en Wally planejava atacar l'oficina de correus amb un bagul ple d'armes. The Collector aviat posseeix l'oncle Willy, que ataca els altres. Mentre lluita contra Willy, Roach fa un tracte amb The Collector per canviar la seva vida per la clau, però The Collector el traeix i el mata poc després que Roach se'n va. Brayker recupera la clau a la batalla i la Irene i en Bob se sacrifiquen per aturar els sequaços restants. A l'àtic, The Collector renta el cervell a Danny, que fereix mortalment en Brayker abans que Jeryline el mati. Quan mor, Brayker inicia la Jeryline com a guardià de la clau, desactivant tots els segells de sang. The Collector domina la Jeryline, prenent-li la clau. Quan ell li ofereix un lloc al seu costat i es prepara per prendre el seu cor com un trofeu quan ella es nega en silenci, Jeryline s'enfronta a The Collector i li escup sang de la clau a la cara, fent que torni a la seva forma de dimoni real abans de ser destruït.
A l'alba, Jeryline torna a omplir la clau amb la sang de Brayker i puja a un autobús amb el seu gat, tancant la porta darrere d'ells. A la carretera, l'autobús s'atura per recollir un desconegut (Mark David Kennerly), que es nega a continuar afirmant que agafarà el següent. Vestit de la mateixa manera que el seu predecessor i amb la mateixa maleta, Jeryline s'adona que ell és el següent Collector. Després de canviar un cop d'ull de passada, el nou Collector comença a seguir a peu, xiulant el tema principal de la sèrie de televisió Tales from the Crypt.

### Epíleg
Després que la història de Demon Knight s'acabi, el Gaurdià de la Cripta afirma que Jeryline va viure feliç per sempre. Va a l'estrena de la pel·lícula, on és decapitat pels productors (com a càstig de demanar el privilegi del tall final). Després de la decapitació, el Guardià de la Cripta encara viu i diu que "Ara això és entreteniment!"

## Repartiment
- Billy Zane com The Collector
- William Sadler com a Frank Brayker
- Jada Pinkett com a Jeryline
- Thomas Haden Church com a Roach
- C. C. H. Pounder com Irene
- John Kassir com a veu del Guardià de la Cripta
  - Brock Winkless com el titellaire del Guardià de la Cripta[2]
- Brenda Bakke com a Cordelia
- Dick Miller com l'oncle Willy
- Gary Farmer com a Bob adjunt
- Ryan O'Donohue com a Danny
- Charles Fleischer com a Wally
- John Schuck com el xèrif Tupper
- Sherrie Rose com a Wanda
- Chasey Lain com a Party Babe
- Traci Bingham com Party Babe
- Marqueu David Kennerly com un altre col·leccionista
- Tim DeZarn com a Homer
- John Larroquette com a Slasher (sense acreditar)

## Producció
A diferència dels episodis de la sèrie HBO, la història no va ser adaptada de les pàgines d'EC Comics. El primer esborrany del guió es va escriure l'any 1987, dos anys abans del debut de la sèrie HBO. El director Tom Holland tenia la intenció inicial de convertir-lo en una pel·lícula, que tenia previst rodar-la com a continuació de El ninot diabòlic (1988). Holland va contractar un equip de FX per fer esbossos preliminars, però finalment va passar a dirigir el fracàs de taquilla Bellesa mortal (1987).
A continuació, el guió va acabar a les mans del guionista de Pacte de sang Mark Carducci, que hi va estar assegut durant uns quants anys abans de ser lliurat al director de Pet Sematary Mary Lambert. Lambert va tenir algunes idees radicals per al guió, inclòs el repartiment d'un afroamericà com a Brayker per crear un tema que els oprimits de la Terra també van ser els seus salvadors. Un cop Lambert va dirigir Cementiri vivent 2, que era un fracàs als cinemes, no va aconseguir que la gent invertís en la pel·lícula.
Més tard, el guió va anar a les Full Moon Features de Charles Band, però les limitacions pressupostàries van mantenir la producció en els llimbs. Quan finalment va arribar als escriptoris de Joel Silver Silver Pictures, es va optar per ser la segona derivació cinematogràfica d'una trilogia de Tales from the Crypt. Els executius d'Universal Pictures van pensar que el guió tenia més potencial que les altres dues pel·lícules (Dead Easy i Body Count, cap de les quals es va produir finalment), i la pel·lícula es va enviar ràpidament a la producció amb una data d'intent de llançament d'Halloween 1994 (tot i que el llançament es va retardar al gener de 1995).
En aquest punt, es van crear dues versions del guió per resoldre problemes pressupostaris: una amb dimonis i una altra sense. En aquest últim, el Collector era un venedor de la Bíblia que utilitzava una legió de companys de vendes vestits amb vestits negres i ulleres de sol (després es va revelar que eren dimonis) com a sequaços. Una pel·lícula anomenada Demon Knight amb dimonis que semblaven assassins yuppies posaven nerviosos a tothom, així que Universal va aportar diners addicionals per aconseguir alguns dimonis a la pantalla.

## Recepció
Rotten Tomatoes, un agregador de ressenyes, informa que el 42% dels 38 crítics enquestats van donar a la pel·lícula una crítica positiva; la valoració mitjana és de 4,6/10. Variety va escriure que "no és prou divertida ni prou espantosa com per ser plenament satisfactòria com a sorpresa o spoof". Stephen Holden de the New York Times va escriure que es queda a mitges entre esgarrifosa i divertida. David Kronke de Los Angeles Times va qualificar la pel·lícula com "un assumpte directe a vídeo" que es va estrenar a les sales basant-se en la força de la franquícia. Owen Gleiberman d’Entertainment Weekly la va puntuar amb D+ i va escriure: "Hi ha alguna cosa més descoratjadora que les escombraries que fa gala de la seva falta de convicció?" Walter V. Addiego del San Francisco Examiner la va anomenar "una festa de sang i fetge que ofereix poques bromes escandaloses i malaltisses i l'oportunitat de fer una llista mental de totes les pel·lícules de terror de les quals pren prèstecs". Edward Guthmann del San Francisco Chronicle va escriure que, tot i que la pel·lícula és avorrida i de ritme lent, en general va ser positiu per als pel·lícula. En una retrospectiva, Chris Eggertsen de Bloody Disgusting la va anomenar "una de les entrades de gènere més subestimades dels anys 90".
Més tard Ernest Dickerson va dir:
| « | "Sempre m'ha agradat Demon Knight. M'encanten les pel·lícules de terror i em vaig divertir molt creant una mitologia de terror. Va ser un gran repartiment. També vaig estar content de fer la primera pel·lícula on una dona afroamericana salva el món. Va ser un bon projecte per participar". | » |

## Banda sonora
Una banda sonora que conté heavy metal, Hip-hop, industrial metal, glam metal, hardcore punk i rock alternatiu va ser llançat el 10 de gener de 1995 per Atlantic Records. Va arribar al punt 157 al Billboard 200.

## Seqüeles
En una escena de postcrèdits, el Guardià de la Cripta anuncia una seqüela titulada Dead Easy: també coneguda com Fat Tuesday, estava pensat per ser una Nova Orleans zombi que tenia previst obrir el següent Halloween. Una tercera pel·lícula planificada va rebre el títol Body Count, però mai es va fer cap seqüela. Demon Knight estava pensada per ser la segona pel·lícula de la trilogia, però Universal va pensar que hauria d'anar primer perquè era la funció més semblant a Tales de les tres proposades. La clau de Demon Knight havia d'aparèixer a totes les parts de la trilogia; més tard va aparèixer a Bordello of Blood (1996).

## Mitjans domèstics
La pel·lícula es va estrenar originalment a LaserDisc l'any 1995 seguit del seu llançament en VHS i DVD el 1996 i el 2003 respectivament . També es va estrenar com a part d'un paquet doble amb Bordello of Blood (1996), la següent pel·lícula Tales from the Crypt. A l'octubre de 2015, es va llançar en Blu-ray de Scream Factory, que també va ometre l'escena dels crèdits posteriors a diferència dels altres comunicats de mitjans domèstics i quan s'emet al canal Horror.